# Nowa Wieś (Czudec)
Nowa Wieś (früher Nowa Wieś Czudecka) ist eine Ortschaft mit einem Schulzenamt der Gemeinde Czudec im Powiat Strzyżowski der Woiwodschaft Karpatenvorland in Polen.

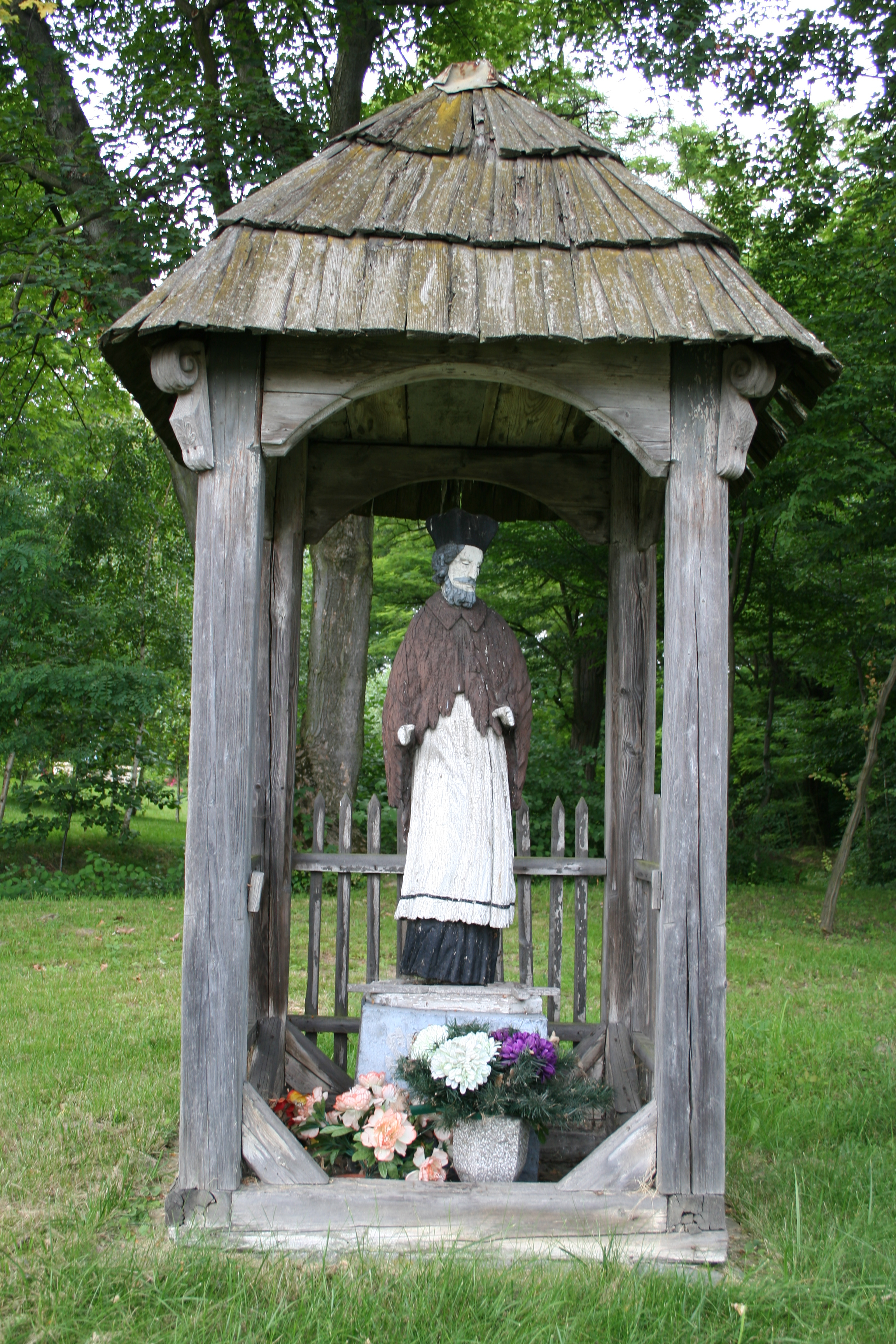
Nepomukstatue in Nowa Wieś

## Geographie
Der Ort liegt im Strzyżów-Gebirge, an der Mündung des Bachs Pstrągówka in den Wisłok. Die Nachbarorte sind Przedmieście Czudeckie und Czudec im Norden, Zaborów im Osten, Łętownia und Glinik Charzewski im Süden, sowie Pstrągowa im Osten.

## Geschichte
Der Ort in den Gütern von Kunice (siehe Wielopole Skrzyńskie#Geschichte) wurde um das Jahr 1400 (bzw. 1405) als das neugegründete Dorf unter dem deutschsprachigen Namen Neuendorf (versus Tzus [Czucz] est edificata una villa que vocatur Nuendorf … Nuendorff) erstmals urkundlich erwähnt. Später folgten die polnischsprachigen Erwähnungen Nowa Wyessz (1445) und Nowa Wyesch (1479). Neben Schuffnerhaw und im Gegensatz zu Busserhaw (Pstrągówka?) und Noblicshaw (Siedliska-Bogusz?) im gleichen Manuskript gibt es heute keine Zweifel an der Identifizierung, jedoch ist der Anteil deutscher Bevölkerung im Ort schwierig bestimmbar oder nur vermutlich.
Der erste bekannte Besitzer im frühen 15. Jahrhundert war Mikołaj Machhoptz (primo Nuendorff tenet Incola Machhopcz), wahrscheinlich der Vorfahre der Familie Machowski, der Dorfsbesitzer im 15. Jahrhundert.
Das Dorf gehörte zur Woiwodschaft Sandomir, Kreis Pilzno, ab 1569 in der Adelsrepublik Polen-Litauen. Bei der Ersten Teilung Polens kam Nowa Wieś 1772 zum neuen Königreich Galizien und Lodomerien des habsburgischen Kaiserreichs (ab 1804).
Nach dem Ende des Ersten Weltkriegs und dem Zusammenbruch der Habsburgermonarchie kam Nowa Wieś 1918 zu Polen. Unterbrochen wurde dies nur durch die deutsche Besetzung Polens im Zweiten Weltkrieg. Von 1975 bis 1998 gehörte Nowa Wieś zur Woiwodschaft Rzeszów.
Die örtliche römisch-katholische Pfarrei entstand 1988 durch die Ausgliederung aus der Mutterpfarrei in Czudec.